# Clathraria planiloca
Clathraria planiloca is een zachte koraalsoort uit de familie Melithaeidae. De koraalsoort komt uit het geslacht Clathraria. Clathraria planiloca werd in 1888 voor het eerst wetenschappelijk beschreven door Ridley. 